# Запах из стока
«Запах из стока» (порт. O Cheiro do Ralo) — бразильский фильм 2007 года режиссёра Эйтора Далии, снятый по мотивам романа Лоуренсу Мутарелли.

## Сюжет
Лоуренсу — довольной успешный молодой человек. Он занимается скупкой антиквариата и собирается жениться. Но однажды в кафе с дрянной едой его взгляд останавливается на женской заднице, которая в миг сводит его с ума. Лоуренсу бросает за месяц до свадьбы невесту, которая ему никогда не нравилась. Ко всему прочему у него на работе появляется вонь из туалета, и он каждому клиенту объясняет, что запах идёт от стока, а не от него. 

## В ролях
- Селтон Мелу — Лоуренсу
- Силвия Лоуренсу — Висиада
- Паула Браун — официантка
- Алисе Брага — официантка
- Марта Меола — секретарша
- Сюзана Алвес — Саманта Роуз

## Участие в фестивалях
- Международный кинофестиваль в Рио-де-Жанейро
  - Лучший латиноамериканский фильм (премия FEPRASCI)[2]
  - Специальная премия жюри
  - Лучший актёр (Селтон Мелу)
- Mostra BR - Международный кинофестиваль в Сан-Паулу
  - Лучший фильм (Bandeira Paulista Award)
  - Премия критиков
- Участие в международном кинофестивале Сандэнс 2007[3]